# Kristian Berg Harpviken

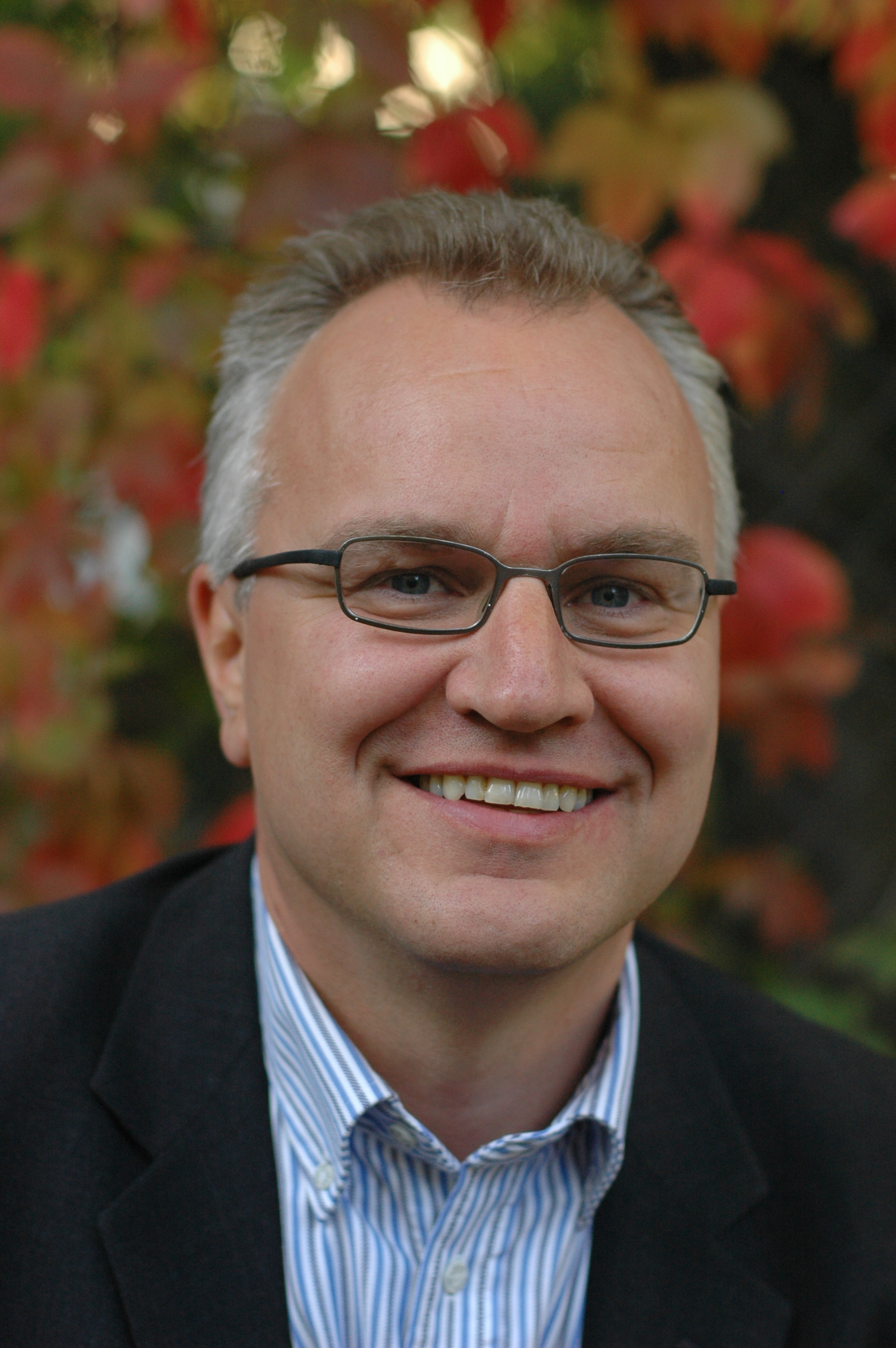
Kristian Berg Harpviken

Kristian Berg Harpviken (* 27. Dezember 1961 in Lillehammer) ist ein norwegischer Soziologe, der durch seine Expertise und Einschätzung zu Afghanistan bekannt wurde.
Er ist seit 2009 Direktor des norwegischen Instituts für Friedensforschung (Institutt for fredsforskning, englisch: Peace Research Institute Oslo).  Aktuell (Stand 2018) ist er der Vorsitzende der Nordic Sociological Association.

## Bibliografie (Auswahl)
- Kaja Borchgrevink & Kristian Berg Harpviken: "Afghanistan: Civil Society Between Modernity and Tradition", in Thania Pfaffenholz (red.): Civil Society and Peacebuilding, Boulder, CO: Lynne Rienner, 2010, s.235–257.
- Kristian Berg Harpviken (Red.): Troubled Regions and Failing States: The Clustering and Contagion og Armed Conflicts. Comparative Social Research, Volume 27. Bingley, UK: Emerald, 2010.
- Kristian Berg Harpviken: Social Networks and Migration in Wartime Afghanistan, Basingstoke: Palgrave Macmillan, 2009
- Kristian Berg Harpviken (red.): The Future of Humanitarian Mine Action, Basingstoke: Macmillan, 2004.
- Kristian Berg Harpviken: "Afghanistan: From Buffer State to Battleground – to Bridge Between Regions?", in James Hentz und Morten Bøås (Red.): New and Critical Security and Regionalism: Beyond the Nation State, Aldershot: Ashgate, 2003, S. 152–176.
- Kristian Berg Harpviken og Bernt Skåra: "Humanitarian Mine Action and Peacebuilding: Exploring the Relationship", Third World Quarterly, Bd. 24, Nr. 5, 2003, s. 809–822.
- Astri Suhrke, Kristian Berg Harpviken og Arne Strand: "After Bonn: Conflictual Peacebuilding", Third World Quarterly, Bd. 23, Nr. 4, 2002, S. 875–891.
- Kristian Berg Harpviken: Political Mobilisation Among the Hazara of Afghanistan: 1978–1992, Rapportserien ved Sosiologi, Nr. 9, Oslo: Institutt for Sosiologi, Universitetet i Oslo, 1996.